# Contea di Madison (Missouri)
La contea di Madison in inglese Madison County è una contea dello Stato del Missouri, negli Stati Uniti. La popolazione al censimento del 2000 era di 11 800 abitanti. Il capoluogo di contea è Fredericktown